# Chiesa di Santa Lucia (Ferrara)
La chiesa di Santa Lucia è un luogo di culto che risale al XVI secolo e si trova in via Ariosto a Ferrara.

## Storia

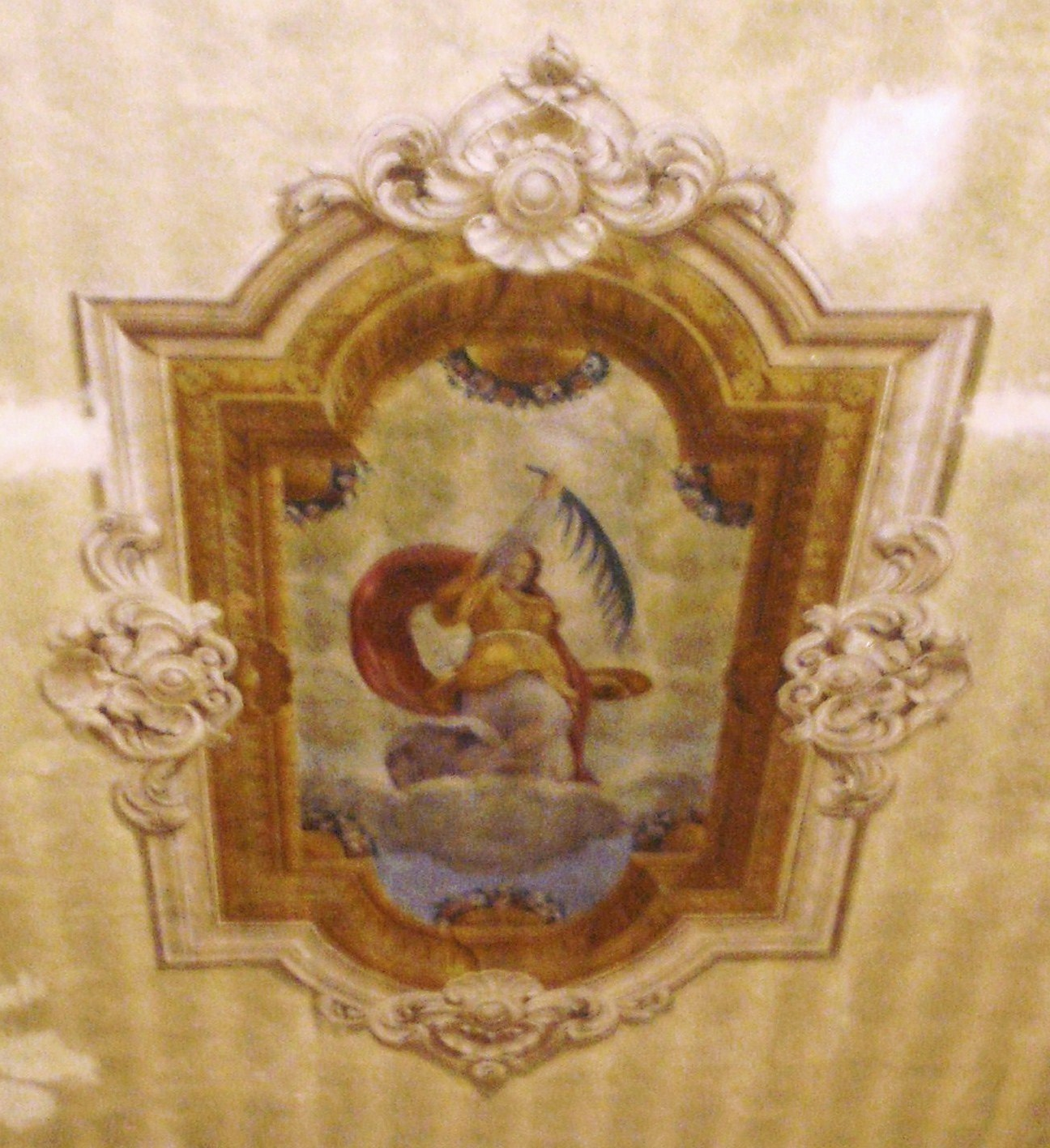
Affresco nella Chiesa di Santa Lucia in Ferrara

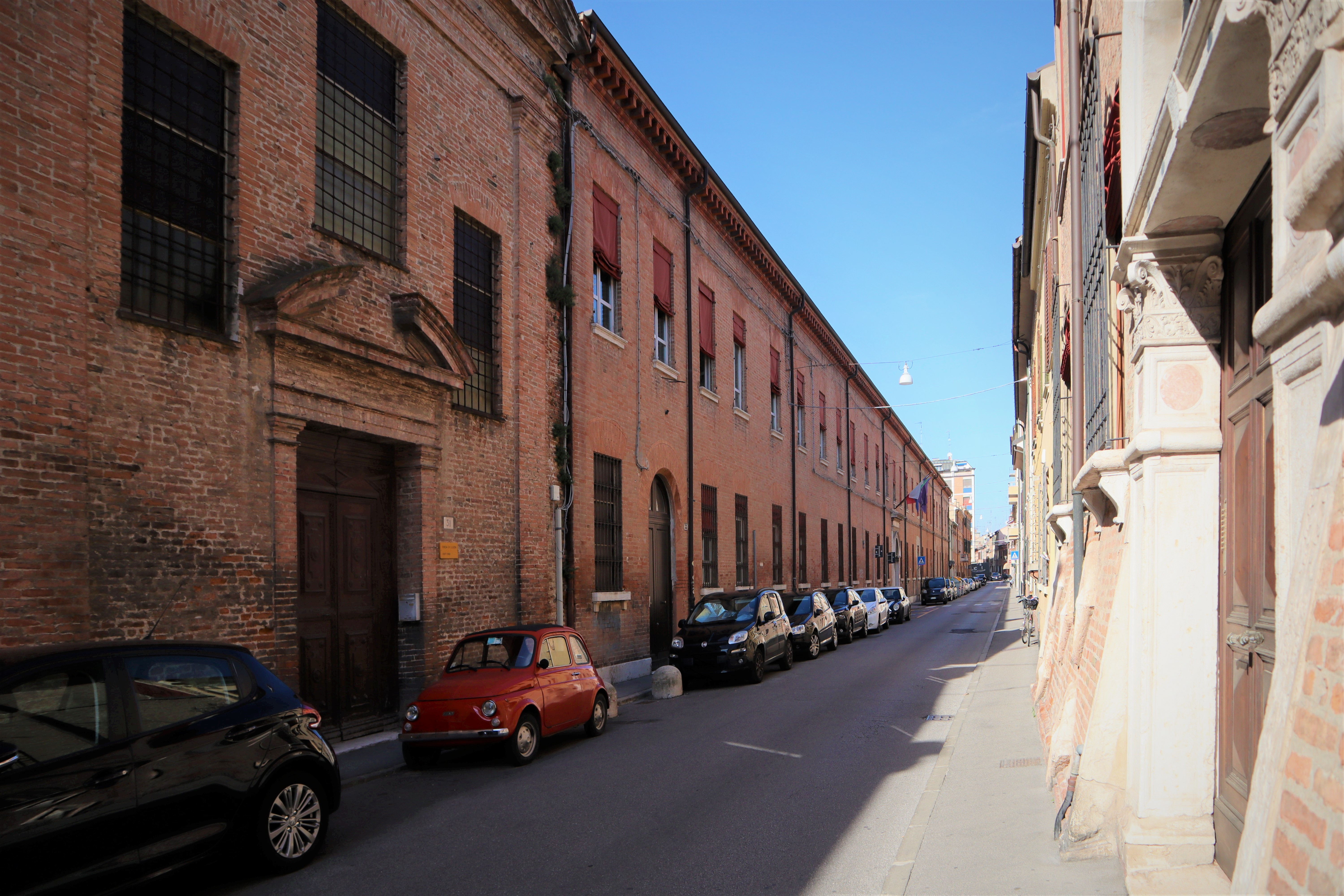
Via Ariosto a Ferrara. In primo piano la chiesa di Santa Lucia e sullo sfondo la sede dell'Università degli Studi di Ferrara

Fu edificata assieme al monastero delle Domenicane nel 1537 per volontà popolare e del duca Ercole II d'Este. Il convento, chiuso nel 1903, fu ristrutturato nelle forme recenti per accogliere l'orfanotrofio maschile Umberto I mentre la chiesa, ancora necessaria alla nuova struttura, rimase aperta al culto.
L'ex monastero è stato sottoposto a recupero per accogliere studentato e sedi dell'Università degli Studi di Ferrara.

## Descrizione

### Esterni
La chiesa di Santa Lucia si trova in via Ariosto a Ferrara nell'area di urbanizzazione della fine del XV secolo legata all'Addizione Erculea e presenta orientamento verso ovest. La facciata a capanna in stile tardorinascimentale  è in cotto ferrarese. Il portale è architravato e arricchito da un frontone curvilineo interrotto. Sopra, in asse, si trova la grande finestra rettangolare con inferriate e ai suoi lati altre due finestre di analoga forma e dimensione. In alto si conclude con il grande frontone.

### Interni
L'interno, ad aula, è ornato da un affresco dipinto sul soffitto e da una pala d'altare iconograficamente dedicati al culto della titolare.